# Theodor Arnold (Oberamtmann)
Karl Friedrich Theodor Arnold (* 10. März 1824 in Lauterburg; † 3. Januar 1909 in Ludwigsburg) war ein württembergischer Verwaltungsbeamter.

## Leben
Arnold war ein Sohn des Pfarrers Wilhelm Ludwig Arnold und dessen Frau Katharina, geb. Schmidt. Seine wissenschaftliche Vorbildung erhielt er zuletzt am Theologischen Seminar in Urach. Praktisch bereitete ihn ein Stiftungspfleger und Verwaltungsaktuar in Giengen auf das Studium vor. Von 1844 bis 1849 studierte er in Tübingen. Anschließend war er in der Verwaltung der Oberämter Waiblingen, Vaihingen und Reutlingen tätig. Von 1860 bis 1868 war er Stadtschultheiß in Pfullingen. 1870 kam er ans württembergische Ministerium des Innern, von dort wechselte er 1872 als Expeditor an die Zentralstelle für Gewerbe und Handel. Von 1873 bis 1877 bekleidete er das Amt eines Sekretärs der Regierung des Neckarkreises in Ludwigsburg, bevor er 1877 für zwei Jahre Oberamtmann des Oberamts Maulbronn wurde. Wegen eines Vergehens im Amt wurde er hier beurlaubt, es gab jedoch kein Disziplinarverfahren gegen ihn. Ab 1879 kehrte er als Kanzleihilfsarbeiter und Expeditor an die Regierung des Neckarkreises in Ludwigsburg zurück, wo er zwanzig Jahre bis zu seiner Pensionierung 1899 blieb.